# فرودگاه بین‌المللی ژنرال خوزه آنتونیو آنسوآتگی
فرودگاه بین‌المللی ژنرال خوزه آنتونیو آنسوآتگی (به انگلیسی: General José Antonio Anzoátegui International Airport) یک فرودگاه با کد یاتا BLA است که یک باند فرود آسفالت دارد و طول باند آن ۲۵۰۰ متر است. این فرودگاه در شهر بارسلونا کشور ونزوئلا قرار دارد و در ارتفاع ۸ متری از سطح دریا واقع شده‌است.

## شرکت‌های هواپیمایی و مقصدهای پروازی

### مسافری
| شرکت‌های هواپیمایی | مقصدهای پروازی |
| ----------------- | --- |
| Aserca Airlines   | سیمون بولیوار، لا چینیتا، منیول کارلووس پیار گوایانا، آرتورو میچلنا                                                                                         |
| اویور ایرلاینز    | سیمون بولیوار، ادواردو گومز، پایگاه هوایی مانتا، میامی، توکومن، خوزه خواکین د اولمدو، دل کریبی سانتیاگو «مارینو»، منیول کارلووس پیار گوایانا، آرتورو میچلنا |
| روتاکا ایرلاینز   | سیمون بولیوار، دل کریبی سانتیاگو «مارینو» |
| Serami            | دل کریبی سانتیاگو «مارینو» |

### باری
| شرکت‌های هواپیمایی      | مقصدهای پروازی |
| ---------------------- | -------------- |
| Amerijet International | میامی          |